# Bhuvneshwar Kumar
Bhuvneshwar Kumar Singh (* 5. Februar 1990 in Meerut, Indien) ist ein indischer Cricketspieler, der seit 2021 für die indische Nationalmannschaft spielt.

## Kindheit und Ausbildung
Seine Schwester überzeugte im Jahr 2003 Kumar zu Trials zu schicken die seinen Weg ins Cricket maßgeblich beeinflussten.

## Aktive Karriere

### Anfänge in der Nationalmannschaft
Kumar gab sein First-Class-Debüt in der Saison 2007/08 und erreichte mit Uttar Pradesh das Finale der Ranji Trophy 2008/09. Nachdem er regelmäßig gute Leistungen im heimischen Cricket und auf den A-Touren der indischen Mannschaft gezeigt hatte, wurde er von den Selektoren für das Nationalteam in Betracht gezogen. Sein Debüt in der Nationalmannschaft gab er im Dezember 2012 bei der Tour gegen Pakistan im ODI- und Twenty20-Cricket. In seinem ersten Twenty20 erzielte er 3 Wickets für 9 Runs. Bei der folgenden ODI-Serie gegen England erreichte er 3 Wickets für 29 Runs. Gegen Australien gab er dann kurz darauf auch sein Debüt im Test-Cricket. In der Serie gelangen ihm dann zwei Mal drei Wickets (3/53 und 3/31). Im Juni war er Teil des Teams bei der ICC Champions Trophy 2013, wobei er gegen Pakistan mit 2 Wickets für 19 Runs als Spieler des Spiels ausgezeichnet wurde. Dem folgte ein Drei-Nationen-Turnier in den West Indies, wobei er gegen den Gastgeber drei (3/29) und gegen Sri Lanka vier Wickets (4/8). Für letzteres wurde er als Spieler des Spiels ausgezeichnet. Im März 2014 war er Teil des indischen Teams beim ICC World Twenty20 2014, wo er insgesamt drei Wickets und mit dem Team das Finale erreichte.
Im Sommer 2014 reise er mit dem indischen Team nach England. Dort erzielte er im ersten Test ein Five-for über 5 Wickets für 82 Runs, sowie zwei Fifties (58 und 63* Runs) am Schlag. Im zweiten Test konnte er dann noch einmal 6 Wickets für 82 Runs erreichen, sowie ein weiteres Half-Century (52 Runs) erzielen und hatte so einen wichtigen Anteil am Sieg. Im dritten Test folgten dann noch einmal 3 Wickets für 101 Runs. Zum Jahresende wurde er vom indischen Verband als Spieler des Jahres ausgezeichnet. Kurz darauf verletzte er sich am Knöchel und musste für einige Wochen aussetzen. Kurz vor dem Cricket World Cup 2015 brach die Verletzung dann noch einmal auf, dennoch war er Teil des Kaders. beim Turnier selbst spielte er dann aber jedoch nur ein Spiel. Im Sommer gelangen ihm 4 Wickets für 33 Runs in den ODIs in Simbabwe.

### Zunehmende Verletzungen
In der ODI-Serie gegen Südafrika im zu Beginn der Saison 2015/16 erreichte er zwei Mal drei Wickets (3/41 und 3/68). Jedoch wurde er zu der Zeit nicht für die Tests nominiert, da seine Leistung nach seiner Verletzung nicht mehr angemessen erschienen. Im Januar zog er sich dann eine Daumenfraktur zu und musste abermals aussetzen. Beim Asia Cup 2016 hatte er dann nur einen Einsatz gegen die Vereinigten Arabischen Emirate, wobei er zwei Wickets für 8 Runs erreichte. Er erhielt dann keine Nominierung für den ICC World Twenty20 2016. Im August erhielt er dann wieder eine Test-Nominierung und konnte dort in den West Indies 5 Wickets für 33 Runs erreichen. Direkt danach gelangen ihm in der Test-Serie gegen Neuseeland abermals 5 Wickets für 48 Runs. Jedoch verletzte er sich erneut, dieses Mal am Rücken, und musste abermals einige Zeit aussetzen. Bei der ICC Champions Trophy 2017 gelangen ihm gegen Südafrika (2/23) und Bangladesch (2/53) jeweils zwei Wickets. Im August erzielte er dann in der ODI-Serie in Sri Lanka 5 Wickets für 42 Runs.
Bei den folgenden ODI-Serie gegen Australien (3/9) und Neuseeland (3/45) konnte er dann jeweils drei Wickets erzielen. Daran schloss sich eine Test-Serie gegen Sri Lanka an, bei der er im ersten Test zwei Mal vier Wickets (4/88 und 4/8) erzielte und als Spieler des Spiels ausgezeichnet wurde. Zu Beginn des Jahres 2018 reise er dann mit dem Team nach Südafrika. In den Tests gelangen ihm ein Mal vier (4/87) und ein Mal drei Wickets (3/44). In den Twenty20s der Tour erreichte er dann 5 Wickets für 24 Runs, wofür er als Spieler des Spiels ausgezeichnet wurde. Im Sommer zog er sich dann bei der Tour in England eine Rückenverletzung zu, die ihn mehrere Wochen aussetzen ließ. Beim Asia Cup 2018 im September gelangen ihm dann jeweils drei Wickets gegen Pakistan (3/15) und Bangladesch (3/32). Im Januar erreichte er in der ODI-Serie in Australien 4 Wickets für 45 Runs. Beim Gegenbesuch der australischen Mannschaft im März erzielte er dann 3 Wickets für 48 Runs. Im Sommer wurde er für den Cricket World Cup 2019 nominiert und erzielte dabei in der Vorrunde gegen Australien 3 Wickets für 50 Runs. Im Halbfinale gelangen ihm gegen Neuseeland abermals drei Wickets (3/43), was jedoch nicht zum Sieg ausreichte. Nach dem Turnier konnte er in den West Indies 4 Wickets für 31 Runs in den ODIs erreichen.

### Konzentration auf die kurzen Formate
Nachdem er seit dem Januar 2018 keinen Test mehr bestritten hatte, teils weil er nicht ins Team passte, teils wegen den zahlreichen Verletzungen, konzentrierte er sich immer mehr auf die kurzen Formate. Im Dezember 2019 zog er sich eine Leistenverletzung zu und fiel abermals aus. In der Folge dauerte es lange, bis er überhaupt wieder spielen konnte. Bei der Indian Premier League 2020 im September verletzte er sich dann eine Oberschenkelverletzung zu und er musste das Turnier abbrechen. Im März 2021 erzielte er gegen England 3 Wickets für 42 Runs. Im Sommer 2021 erzielte er in Sri Lanka in der ODI-Serie drei (3/54) und in der Twenty20-Serie vier (4/22) Wickets. Beim ICC Men’s T20 World Cup 2021 war er zwar trotz Formschwächen im Kader, spielte jedoch nur ein Spiel. Im Sommer 2022 erreichte er zunächst in den Twenty20s gegen Südafrika 4 Wickets für 13 Runs, bevor ihm in England drei Wickets (3/15) gelangen. Beim Asia Cup 2022 gelangen ihn dann zunächst gegen Pakistan 4 Wickets für 26 Runs, bevor er in der Super-Four-Runde gegen Afghanistan 5 Wickets für 4 Runs erreichte. Daraufhin wurde er auch für den ICC Men’s T20 World Cup 2022 nominiert, wobei seine beste Leistung 2 Wickets für 9 runs gegen die Niederlande erzielte.